# Eiskunstlauf-Weltmeisterschaften 1911
Die 16. Eiskunstlauf-Weltmeisterschaften fanden für die Damen- und Paarkonkurrenz am 22. Januar 1911 in Wien (Cisleithanien) und für die Herrenkonkurrenz am 3. Februar 1911 in Berlin (Deutsches Kaiserreich) statt.   
Ulrich Salchow gewann seinen zehnten und letzten Weltmeistertitel. 

## Ergebnisse

### Herren
| Platz | Sportler          | Land            |
| ----- | ----------------- | --------------- |
| 1     | Ulrich Salchow    | Schweden        |
| 2     | Werner Rittberger | Deutsches Reich |
| 3     | Fritz Kachler     | Österreich      |
| 4     | Andor Szende      | Ungarn          |
| 5     | Richard Johansson | Schweden        |
| 6     | Martin Stixrud    | Norwegen        |
| 7     | Dunbar Poole      | Schweden        |

Punktrichter waren:
- Eugen Dreyer  Deutsches Reich
- E. Minich  Ungarn
- L. Panek   Österreich
- Max Rendschmidt  Deutsches Reich
- F. Schwarz   Österreich
- M. Strasilla   Deutsches Reich
- I. Westengrén  Schweden

### Damen
| Platz | Sportlerin              | Land            |
| ----- | ----------------------- | --------------- |
| 1     | Lily Kronberger         | Ungarn          |
| 2     | Opika von Méray Horváth | Ungarn          |
| 3     | Ludowika Eilers         | Deutsches Reich |

Punktrichter waren:
- F. Schwarz   Österreich
- Josef Fellner  Österreich
- Fr. Schwarz  Österreich
- Martin Gordan  Deutsches Reich
- Walter Müller  Österreich
- G. Zsigmondy  Ungarn
- G. Feix  Österreich

### Paare
| Platz | Sportler                           | Land                                      |
| ----- | ---------------------------------- | ----------------------------------------- |
| 1     | Ludowika Eilers / Walter Jakobsson | Deutsches Reich / Großfürstentum Finnland |

Punktrichter waren:
- F. Schwarz  Österreich
- Josef Fellner  Österreich
- Fr. Schwarz  Österreich
- Martin Gordan  Deutsches Reich
- Walter Müller  Österreich
- G. Zsigmondy  Ungarn
- G. Feix  Österreich

## Medaillenspiegel
| Platz | Land                    | Gold | Silber | Bronze | Gesamt |
| ----- | ----------------------- | ---- | ------ | ------ | ------ |
| 1     | Deutsches Reich         | 1    | 1      | 1      | 3      |
| 2     | Ungarn                  | 1    | 1      | –      | 2      |
| 3     | Großfürstentum Finnland | 1    | –      | –      | 1      |
| 3     | Schweden                | 1    | –      | –      | 1      |
| 5     | Österreich              | –    | –      | 1      | 1      |